# 単相交流

単相交流の波形

単相交流（たんそうこうりゅう）は、2本の電線を用いて交流電流を伝送する方法である。三相交流に対して電力の伝達効率は低いため、送配電用の方法としては用いられず、主に低圧配電系統（低圧電灯線）に用いられる。
電力会社など電気関係では慣習的に単相交流電源を電灯（でんとう）、主に交流電動機の駆動に用いられる三相交流電源を動力（どうりょく）と呼ぶ。

## 日本における単相交流配電方式
日本においては、単相交流における電力供給はほぼ低圧配電系統に限られる。高圧配電系統から単相柱上変圧器等で電圧を下げたのち、2本または3本の電線を用いて屋内配線に供給している。
- 単相2線式 - 単相交流線2本を使う。うち1本は接地線となる[2]。出力電圧は100V。
- 単相3線式 - 変圧器の低圧側中性点と両外側の出力を使う。中性点は接地し中性線とする。両外側出力電圧は200V、中性線と片側出力間で100Vとなる[2]。

単相3線式は、対地電圧は単相2線式と同じであるが倍の電圧が得られ、かつ、電圧降下や電力損失を低減できるので、第2次世界大戦後に急速に普及している。

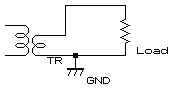
単相2線式
一般的な家庭用100Vコンセント（JIS C 8303 2極コンセント 15A 125V）平行型
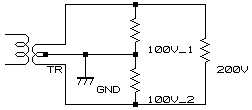
単相3線式
200Vエアコン設置箇所等に用いられるコンセント（JIS C 8303 2極接地極付コンセント 20A 250V）エルバー型
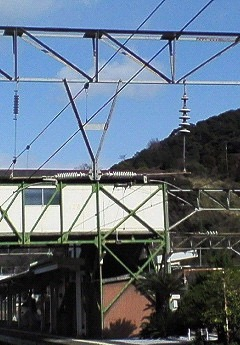
1本の電線。電車はレールが戻り線となる[5]。